# لرزش اساسی
لرزش اساسی یا ذاتی (ET)، که لرزش خوش‌خیم، لرزش خانوادگی و لرزش ایدیوپاتیک نیز نامیده می‌شود، یک وضعیت پزشکی است که با انقباضات ریتمیک غیرارادی و شل شدن (نوسان‌ها یا حرکات انقباضی) گروه‌های عضلانی خاص در یک یا چند قسمت بدن با علت ناشناخته ظاهر می‌شود.
این عارضه معمولاً متقارن است و بازوها، دست‌ها یا انگشتان را تحت تأثیر قرار می‌دهد اما گاهی، سر، تارهای صوتی یا سایر اعضای بدن را نیز درگیر می‌کند. لرزش اساسی، یک لرزش کنشی (عمدی) است و هنگامی که فرد سعی می‌کند از عضلات دچار این مشکل، در حین حرکات ارادی مانند خوردن و نوشتن استفاده کند، تشدید می‌شود. لرزش اساسی، از لرزش در حال استراحت، مانند لرزش ناشی از بیماری پارکینسون، که با حرکت، ارتباطی ندارد، متمایز است.
لرزش اساسی یک اختلال عصبی پیش‌رونده و شایع‌ترین اختلال حرکتی است. شروع آن معمولاً بعد از ۴۰ سالگی است، اما ممکن است در هر سنی رخ دهد. علت این وضعیت، ناشناخته است.
در حالی‌که لرزش اساسی از بیماری پارکینسون که باعث لرزش در حال استراحت می‌شود متمایز است، با این وجود گاهی، لرزش اساسی به اشتباه به‌عنوان بیماری پارکینسون تشخیص داده می‌شود. مشخص شده‌است که برخی از بیماران، هم لرزش اساسی و هم لرزش در حالت استراحت دارند.
درمان‌های لرزش اساسی شامل داروهایی است که معمولاً به‌طور متوالی تجویز می‌شوند تا مشخص شود کدام‌یک بهترین سازش را بین اثربخشی و عوارض جانبی دردسرساز ارائه می‌کند. تزریق سم کلستریدیوم بوتولینوم (بوتاکس) و سونوگرافی نیز گاهی برای موارد مقاوم به داروها استفاده می‌شود.
در موارد خفیف، لرزش اساسی می‌تواند به‌صورت ناتوانی در جلوگیری از لرزش زبان یا دست‌ها، توانایی آواز خواندن فقط به‌صورت ویبراتو و دشواری در انجام کارهای کوچک و دقیق مانند نخ کردن سوزن ظاهر شود. حتی کارهای ساده‌ای مانند برش در یک خط مستقیم یا استفاده از خط‌کش، بسته به شدت بیماری می‌تواند از دشوار تا غیرممکن، متغیر باشد. در موارد ناتوان‌کننده، لرزش اساسی می‌تواند در فعالیت‌های زندگی روزمرهٔ فرد، از جمله تغذیه، لباس پوشیدن و مراقبت از بهداشت شخصی، اختلال ایجاد کند. لرزش اساسی معمولاً به صورت یک لرزش ریتمیک (۴ تا ۱۲ هرتز) ظاهر می‌شود. هر نوع استرس جسمی یا روانی باعث بدتر شدن لرزش می‌شود.

## تشخیص
معمولاً تشخیص لرزش اساسی، بر پایهٔ دلایل بالینی انجام می‌شود. لرزش می‌تواند در هر سنی شروع شود، از بدو تولد تا سنین بالا (ترمور پیری). هر عضلهٔ ارادی در بدن، ممکن است تحت تأثیر قرار گیرد اما این لرزش‌ها بیشتر در دست‌ها و بازوها و کمی کمتر در گردن (باعث لرزش سر فرد)، زبان و پاها دیده می‌شود. گاهی، لرزش دست‌ها در حالت استراحت نیز وجود دارد. لرزش در پاها ممکن است به‌عنوان لرزش ارتواستاتیک قابل تشخیص باشد.
لرزش اساسی می‌تواند همراه چندین اختلال عصبی از جمله بیماری پارکینسون و اختلالات میگرنی نیز، رخ می‌دهد.

## درمان
همهٔ افراد مبتلا به لرزش اساسی، نیاز به درمان ندارند، اما بسته به شدت علائم، گزینه‌های درمانی زیادی وجود دارد. افراد مبتلا باید از مصرف کافئین و استرس اجتناب کنند. خواب کافی و با کیفیت نیز به این افراد، توصیه می‌شود.

### دارو درمانی
هنگامی که علائم به مقدار زیادی برای فرد مشکل ساز باشد از درمان دارویی استفاده می شود. دارو های انتخاب اول بتابلاکر ها هستند که از بین آن ها پروپرانولول گزینه اول است و به عنوان جایگزین از نادولول و تیمولول هم استفاده می شود. آتنلولول و پیندولول موثر نیستند. داروی ضد تشنج پریمیدون هم می تواند برای درمان موثر باشد. پروپرانولول و پریمیدون فقط روی نیمی از بیماران پاسخ درمانی می دهند و حتی در این حالت هم پاسخ درمانی متوسط است.